# همسر شوهرم
همسر شوهرم (انگلیسی: My Husband's Wife) یک رمان مهیج تعلیق انگیز نوشتهٔ جین کوری است که در سال ۲۰۱۶ منتشر شد.